# Клайн-Пампау
Клайн-Пампау (нем. Klein Pampau) — община в Германии, в земле Шлезвиг-Гольштейн. 
Входит в состав района Герцогство Лауэнбург. Подчиняется управлению Бюхен.  Население составляет 618 человек (на 31 декабря 2010 года). Занимает площадь 4,17 км².